# Jacques Poisle-Desgranges
Jacques Poisle-Desgranges est un homme politique français né le 13 janvier 1793 à Genet (Creuse) et mort le 22 juillet 1850 à Paris.

## Biographie
Avoué à Bourges, conseiller municipal en 1830, il soutient la monarchie de Juillet. Il est député du Cher de 1848 à 1849, siégeant à droite avec les monarchistes. Battu en 1849, il est réélu lors d'une élection partielle en mars 1850. Il meurt quelques mois plus tard.

## Sources
- « Jacques Poisle-Desgranges », dans Adolphe Robert et Gaston Cougny, Dictionnaire des parlementaires français, Edgar Bourloton, 1889-1891 [détail de l’édition]